# Стариков, Дмитрий Александрович

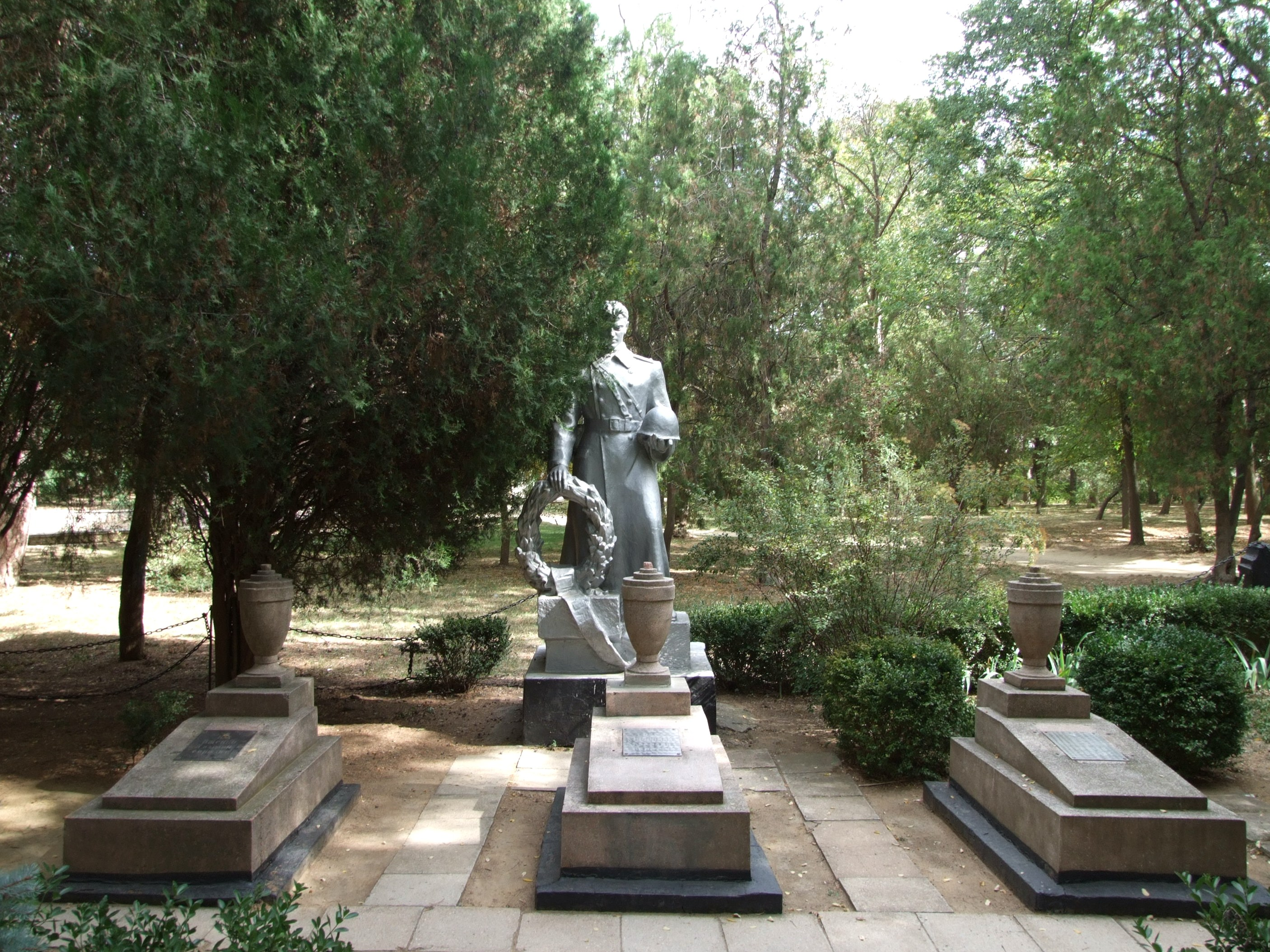
Группа из 6 одиночных могил в парке города Саки: летчика Р. И. Либермана, радиста В. Л. Баладжаняна, радиста Н. Ф. Ищенко и летчиков Героев Советского Союза В. А. Лобозова, В. А. Дегтярева, Д. А. Старикова

Дмитрий Александрович Стариков (1 мая 1921 — 2 октября 1945) — советский лётчик-ас истребительной авиации Военно-воздушных сил Военно-Морского флота, Герой Советского Союза (22.01.1944). Гвардии старший лейтенант (12.07.1943).

## Биография
Родился 1 мая 1921 года в городе Гулькевичи ныне Краснодарского края. Из семьи рабочего. Окончил среднюю школу и аэроклуб в Черкесске.
В Военно-морском флоте с сентября 1939 года.  В июле 1941 года окончил Военно-морское авиационное училище имени И. В. Сталина в Ейске 
В боях Великой Отечественной войны сержант Д. А. Стариков с июля 1941 года. Весь боевой путь прошёл в рядах 32-го истребительного авиаполка ВВС Черноморского флота, которому за выдающиеся боевые результаты 31 мая 1943 года было присвоено гвардейское звание и полк получил наименование 11-й гвардейский истребительный авиационный полк ВВС ВМФ. Сначала воевал пилотом, в июле 1942 года стал командиром звена, а в ноябре 1943 года — заместителем командира эскадрильи. Летал на истребителях ЛаГГ-3, Як-1 и «Аэрокобра». В 1942 году окончил Курсы усовершенствования начальствующего состава ВВС ВМФ. В 1942 году вступил в ВКП(б).
В первый год войны Старикову пришлось большей частью наносить удары по наземным войскам противника, особо отличился на штурмовых действиях в районе Перекопа в 1941 году, при обороне Севастополя в 1941—1942 годах и по прикрытию военно-морской базы Туапсе в 1942 году. В период обороны Крыма и Севастополя совершил 113 боевых вылетов, провёл 8 воздушных боёв, выполнил 25 штурмовок вражеских войск и позиций. 
Но ситуация изменилась, когда с лета 1942 года полк стал участвовать в битве за Кавказ и его основной задачей стала борьба с авиацией противника. 17 августа 1942 года над Туапсе Дмитрий Стариков одерживает свою первую победу, сбив бомбардировщик Ю-88, а к концу сентября на его счету уже 7 личных и 1 групповая победы, и он становится одним из наиболее результативных лётчиков полка. За день 6 ноября 1943 года при отражении авианалётов противника на Керченский плацдарм уничтожил в трёх воздушных боях 4 вражеских самолёта. Свыше года воевал в паре с ведомым Суреном Тащиевым.
К августу 1943 года командир звена 11-го гвардейского истребительного авиационного полка 1-й минно-торпедной дивизии Военно-воздушных сил Черноморского флота гвардии старший лейтенант Д. А. Стариков совершил 399 боевых вылетов, в 26 воздушных боях сбил 11 самолётов противника (9 лично и 2 в группе). За эти подвиги был представлен к званию Героя.
Указом Президиума Верховного Совета СССР «О присвоении звания Героя Советского Союза офицерскому, старшинскому и рядовому составу Военно-Морского флота» от 22 января 1944 года за «форсирование Керченского пролива, высадку десантных войск и переброску техники на Керченский полуостров и проявленные при этом отвагу и геройство» гвардии старшему лейтенанту Дмитрию Александровичу Старикову присвоено звание Героя Советского Союза с вручением ордена Ленина и медали «Золотая Звезда».
Ко времени завершения боевых действий на Чёрном море в сентябре 1944 года совершил 479 боевых вылетов, провёл 56 воздушных боёв, сбил 17 самолётов противника лично и 6 в группе и в паре. Также на его счету были 3 потопленных им немецких катера.
В октябре 1944 года был направлен в Москву на учёбу на двухмесячных курсах усовершенствования лётного состава при Военно-воздушной академии. После их окончания в январе 1945 года вернулся в свой полк на должность заместителя командира эскадрильи. За всю войну ни разу не был сбит или ранен.
2 октября 1945 года погиб в автомобильной катастрофе. Похоронен в братской могиле-некрополе в городском парке города Саки (Республика Крым),

## Награды
- Герой Советского Союза (22.01.1944)
- Орден Ленина (22.01.1944)
- Три ордена Красного Знамени (10.05.1942, 13.08.1942, 25.05.1943)
- Орден Отечественной войны 1-й степени (29.09.1944)
- Медаль «За оборону Кавказа» (вручена 23.02.1945)
- Медаль «За оборону Севастополя» (вручена 7.07.1945)

## Память
- Именем Героя названы школа № 4 и улица в городе Черкесск.
- Именем Д. А. Старикова названы средняя школа № 14 Гулькевичского района и средняя школа № 24 посёлка Агой Туапсинского района Краснодарского края.
- Также его имя увековечено на памятниках на Аллее Славы в Херсоне и в Севастополе.